# Свічинське міське поселення
Сві́чинське міське поселення (рос. Свечинское городское поселение) — адміністративна одиниця у складі Свічинського району Кіровської області Росії. Адміністративний центр поселення — селище міського типу Свіча.

## Історія
Станом на 2002 рік на території сучасного поселення існували такі адміністративні одиниці:
- смт Свіча (смт Свіча)
- Івановський сільський округ (село Івановське, присілки Глушкови, Малиновка, Нікітенки)
- Рибаковський сільський округ (присілки Адовщина, Єрьоменки, Немовщина, Рибаковщина, Шумухіни)
- Свічинський сільський округ (селище 815 км, присілки Глушки, Горюшки, Малі Патраченки, Мар'їни, Мокреці, Огризки, Рогожники, Самоулки, Черпаки, Юдінці, хутір Привольне)

Поселення було утворене згідно із законом Кіровської області від 7 грудня 2004 року № 284-ЗО у рамках муніципальної реформи шляхом об'єднання смт Свіча, Івановського, Рибаковського та Свічинського сільських округів.

## Населення
Населення поселення становить 5560 осіб (2017; 5616 у 2016, 5713 у 2015, 5834 у 2014, 5962 у 2013, 6092 у 2012, 6295 у 2010, 6861 у 2002).

## Склад
До складу поселення входять 22 населених пунктів:
| Населений пункт             | Населення, осіб (2002) | Населення, осіб (2010) |
| --------------------------- | ---------------------- | ---------------------- |
| 815 км, селище              | 1                      | 1                      |
| Адовщина, присілок          | 13                     | 5                      |
| Глушки, присілок            | 141                    | 144                    |
| Глушкови, присілок          | 1                      | 3                      |
| Горюшки, присілок           | 34                     | 24                     |
| Єрьоменки, присілок         | 170                    | 193                    |
| Івановське, село            | 234                    | 104                    |
| Малі Патраченки, присілок   | 0                      | 0                      |
| Малиновка, присілок         | 2                      | 0                      |
| Мар'їни, присілок           | 170                    | 186                    |
| Мокреці, присілок           | 18                     | 17                     |
| Немовщина, присілок         | 28                     | 30                     |
| Нікітенки, присілок         | 6                      | 5                      |
| Огризки, присілок           | 116                    | 105                    |
| Привольне, хутір            | 0                      | 1                      |
| Рибаковщина, присілок       | 184                    | 129                    |
| Рогожники, присілок         | 6                      | 0                      |
| Самоулки, присілок          | 600                    | 583                    |
| Свіча, селище міського типу | 5127                   | 4760                   |
| Черпаки, присілок           | 2                      | 2                      |
| Шуміхіни, присілок          | 0                      | 0                      |
| Юдінці, присілок            | 8                      | 3                      |